# 内藤記念くすり博物館
内藤記念くすり博物館（ないとうきねんくすりはくぶつかん）は、岐阜県各務原市川島竹早町1にある、医学、薬専門の博物館である。

## 概要
エーザイ川島工園（1966年3月開所）の敷地内にある企業博物館である。
1971年（昭和46年）6月12日、日本初の薬に関する総合的な博物館として、岐阜県羽島郡川島町（現在の各務原市）のエーザイ川島工場の中に内藤豊次（エーザイ創業者）により「内藤記念くすり資料館」として設立される。同時に川島工場は川島工園に改称している 。1977年（昭和52年）に現在の名称に改称。1986年（昭和61年）10月10日に新館（現・展示館）を開設し、展示室を新館に移動。2005年（平成17年）11月に図書館を開設。
敷地面積は22417m2。本館と展示館を合わせた延床面積は3545m2。
洋の東西に関係なく、様々な薬学、医学に関する歴史、薬の扱い方、健康へ の 知識、及びエーザイの歴史が展示され、収容されている薬の資料は約65,000点。図書は約62,000点に及ぶ。江戸時代の製薬道具、医学道具の実物の展示や、江戸時代の薬屋の状況を復元、解体新書等の貴重な文献が展示されている。これらの資料や文献、最新医薬に関する情報等は、年1回開催の企画展でテーマを決めて展示される。隣接する薬草園では、薬草観察会等のイベントが行われている。
展示資料の一部（くすり看板、くすり広告、製薬道具、はかる道具、医薬品、衛生道具など約19000点）は近代化産業遺産「近代化産業遺産群 続33 先人のベンチャー・スピリットが花開き多岐に発展した化学工業の歩みを物語る近代化産業遺産群」に認定されている。
2024年（令和6年）5月31日に博物館法第11条に基づく博物館として登録されている。また、岐阜県独自の岐阜県まちかど美術館・博物館に登録されている。

## 利用案内
- 開館時間：9時～16時30分
- 休館日：毎週月曜日及び年末年始（12月28日～1月8日）
- 入館料：無料（受付でタブレットに人数などの入力が必要、イベント開催時は不要）

## 施設案内

### 本館
6階建。デザインは白川郷の合掌造りをモチーフとしている。
1階
- ロビー
- 大ホール
- 小ホール

中2階
- エーザイ製品展示コーナー

3階
- エーザイパブリシティラウンジ
  - 社史コーナー
  - 認知症コーナー
  - シアター

### 展示館
2階建。
1階
- 常設展示室
  - 健康への願い
  - 医療のあけぼの
  - くすりを作る
  - くすりを商う
  - 蘭方医学の伝来

2階
- 常設展示室
  - 彩る
  - くすり入れ
  - はかる
  - 海外コレクション
  - 近代の医薬
- 企画展示室

### 図書館
2階建。医学・薬学書を中心に約62,000点を収蔵。利用する場合は事前予約が必要。
- 書架、閲覧室、書庫、他

### 薬用植物園
薬草園、薬木園、ポタジェ、ヒーリングガーデン、温室（熱帯有用植物温室）がある。栽培されている植物は約700種類。面積は約7000m2。
薬草園と温室は開館時に開園。薬木園は1990年（平成2年）開園。2020年（令和2年）には薬草園の一部が英国式の石積みの庭園のヒーリングガーデンとして整備された。
薬草園
- 民間薬としても使用されるドクダミ、センブリなどや、漢方薬原料となるトウキ、マオウ、シャクヤクなどの他、カモミール、ローズマリー、セージなどのハーブ類を栽培。絶滅危惧種のムラサキ、ミシマサイコなどの保護も行っている。チョウセンアサガオ、トリカブトなどの有毒植物類も栽培されているが、柵で囲まれており立入禁止である。

薬木園
- キハダ、ニッケイ、サンザシ、アケビなとを栽培。

熱帯有用植物温室
- カカオ、バニラ、バナナ、ビャクダン、ニュウコウジュ、パパイヤなどの熱帯有用植物を栽培。

ポタジェ
- ボランティア団体の薬草友の会の会員により栽培管理されている。

## 交通アクセス

### 公共交通機関
- 各務原市ふれあいバス川島線、「くすり博物館東」バス停下車、徒歩約3分。
- 名鉄バス一宮川島線「川島口」バス停下車、徒歩で約20分。
- 岐阜バス笠松川島線「川島小学校前」バス停下車、徒歩で約20分。

### 自動車
- 東海北陸自動車道岐阜各務原ICより自動車で約15分。
- 東海北陸自動車道一宮木曽川ICより自動車で約15分。
- 名神高速道路一宮ICより自動車で約35分。